# 5192 Yabuki
5192 Yabuki (1991 CC) là một tiểu hành tinh vành đai chính được phát hiện ngày 4 tháng 2 năm 1991 bởi Tetsuya Fujii và Kazuro Watanabe ở Kitami.